# Rama, l'apache
Rama l'apache è stata una serie a fumetti di genere western pubblicata in Italia negli anni cinquanta dalla casa editrice Dardo; venne ideata da Andrea Lavezzolo e disegnata da Virgilio Muzzi. Gli albi vennero pubblicati nel caratteristico formato a strisce tipico del periodo.